# Árpád Feszty

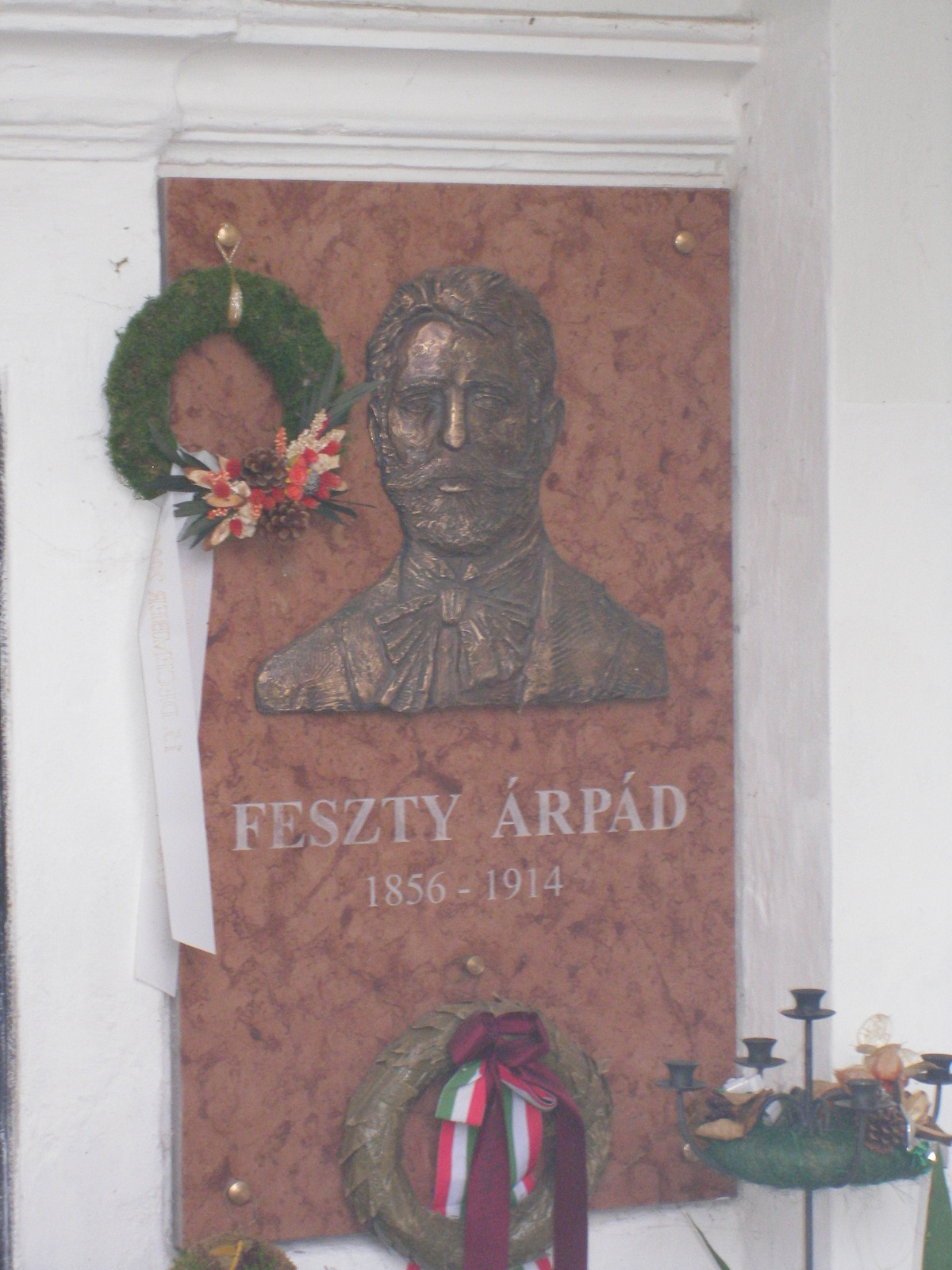
Árpád Feszty

Árpád Feszty (25 decembrie 1856, Ógyalla, Ungaria, azi Hurbanovo, Slovacia - 1 iunie 1914, Lovrana, azi în Croația) a fost un pictor maghiar, cunoscut ca autor al mai multor picturi ce prezintă subiecte religioase și scene din istoria Ungariei.

## Legături externe
- en Scurtă biografie, lucrări - www.terminartors.com
- en Árpád Feszty Biografie, lucrări - www.budapest360.hu Arhivat în 12 aprilie 2009, la Wayback Machine.